# 로건 럭키
《로건 럭키》(영어: Logan Lucky)는 2017년에 개봉한 스티븐 소더버그가 연출한 미국의 하이스트 코미디 영화로, 레베카 블런트가 쓴 원안 각본을 바탕으로 하였다. 소더버그는 이 영화 연출을 위해 은퇴 선언을 취소하고, 그의 자회사 핑거프린트 릴리징 (Fingerprint Releasing)을 통해 독립적으로 영화를 배급했다. 채닝 테이텀, 애덤 드라이버, 세스 맥팔레인, 라일리 키오, 케이티 홈즈, 캐서린 워터스턴, 세바스티안 스탄, 힐러리 스왱크, 대니얼 크레이그으로 구성된 앙상블 캐스팅을 특징으로 하고 있으며, 샬럿 모터 스피드웨이를 털려는 계획과 FBI로부터 체포를 피해야만 하는 로건 가족들의 이야기를 다루고 있다.
2017년 8월 9일 녹스빌에서 첫 상영을 하였고, 2017년 8월 18일 블리커 스트리트를 통해 미국에서 극장 개봉했다. 출연진들의 연기와 소더버그의 연출에 많은 비평가들의 호평을 받으며, 긍정적인 평가들을 받았고, 월드와이드 수익 4,700만 달러를 벌어들였다.

## 출연
- 채닝 테이텀 - 지미 로건 역
- 애덤 드라이버 - 클라이드 로건 역
- 대니얼 크레이그 - 조 뱅
- 라일리 키오 - 멜리 로건 역
- 케이티 홈즈 - 바비 조 채프먼 역.
- 파라 매캔디 (Farrah Mackenzie) - 새디 로건 역
- 캐서린 워터스턴 - 실비아 해리슨 역
- 드와이트 요아캄 - 워든 번스 역
- 세스 맥팔레인 - 맥스 칠리번 역
- 세바스티안 스탄 - 데이튼 화이트 역
- 브라이언 글리슨 - 샘 뱅 역
- 잭 퀘이드 - 피시 뱅 역
- 힐러리 스웽크 - 세라 그레이슨 역
- 데이비드 덴먼 - 무디 채프먼 역
- 짐 오하이어 - 칼 역
- 메이컨 블레어 - 브래드 누넌 역
- 리앤 라임스 - 본인 역
- 제스코 화이트 - 본인 역
- 찰스 할포드 - 얼 역
- 폭스 NASCAR 중계진 :
  - 제프 고든
  - 대럴 월트립
  - 마이크 조이